# اویل سیتی، شهرستان کمبریا، پنسیلوانیا
اویل سیتی (به انگلیسی: Oil City) یک منطقهٔ مسکونی در ایالات متحده آمریکا است که در شهرستان کمبریا، پنسیلوانیا قرار دارد.